# Odoardo Farnese (1612-1646)
Odoardo Farnese (Parma, 28 april 1612 – Piacenza, 11 september 1646) was hertog van Parma en Piacenza van 1622 tot zijn dood. Hij was ook Hertog van Castro. Hij is ook bekend als Odoardo I Farnese. Hij was een zoon van hertog Ranuccio I en Margherita Aldobrandini.

## Leven
Op tienjarige leeftijd volgde hij zijn vader op als hertog, eerst onder regentschap van zijn oom, kardinaal Odoardo Farnese en na diens dood in 1626 onder de hoede van zijn moeder. In 1628 werd hij meerderjarig verklaard en nam hij het bestuur over.
In 1633 sloot hij een alliantie met Lodewijk XIII van Frankrijk om de Spaanse hegemonie in het noorden van Italië te bestrijden en leningen te verkrijgen voor het opbouwen van een sterk leger. Vergeefs, want Piacenza werd bezet door de Spanjaarden en zijn leger werd verslagen door Francesco I d'Este. Uiteindelijk werd hij er in 1637 door paus Urbanus VIII van overtuigd een vredesverdrag met Spanje te sluiten.
In 1641 werd hij door dezelfde paus geëxcommuniceerd vanwege de Eerste Oorlog van Castro. Na een overwinning op de Kerkelijke Staat in de slag bij Lagoscuro werd de ban echter weer opgeheven.

## Huwelijk en kinderen
Odoardo Farnese huwde op 11 oktober 1628 in Florence met Margherita de' Medici (1612 – 1679), dochter van groothertog Cosimo II van Florence. Uit dit huwelijk kwamen de volgende kinderen voort:
- Caterina (Parma 2 oktober 1629 – aldaar 11 oktober 1629)
- Ranuccio (1630 – 1694), hertog van Parma en Piacenza 1646-1694
- Alessandro (1635 – 1689), landvoogd der Zuidelijke Nederlanden 1678-1682
- Orazio (Piacenza 24 januari 1636 – in de Ionische Zee, voor Zakynthos 2 november 1656)
- Maria Caterina (Piacenza 3 september 1637 – Parma 4 maart 1684), non
- Maria Maddalena (Piacenza 15 juli 1638 – Parma 11 maart 1693)
- Pietro (Piacenza 20 april 1639 – Parma 4 maart 1677), prins van Penne, Leonessa, Ortona en Cittaducale 1668-1677
- Ottavio Francesco (Parma 5 januari 1641, † voor 4 augustus 1641)

## Kwartierstaat
| Ottavio Farnese (1524-1586)    | Ottavio Farnese (1524-1586)    | Ottavio Farnese (1524-1586)    | Ottavio Farnese (1524-1586)    | Ottavio Farnese (1524-1586)    | Ottavio Farnese (1524-1586)    | Margaretha van Parma (1522-1586) | Margaretha van Parma (1522-1586) | Margaretha van Parma (1522-1586) | Margaretha van Parma (1522-1586) | Margaretha van Parma (1522-1586) | Margaretha van Parma (1522-1586) |                                |                                | Eduard van Guimarães (1515-1540) | Eduard van Guimarães (1515-1540) | Eduard van Guimarães (1515-1540) | Eduard van Guimarães (1515-1540) | Eduard van Guimarães (1515-1540) | Eduard van Guimarães (1515-1540) | Isabella van Bragança (1510-1576) | Isabella van Bragança (1510-1576) | Isabella van Bragança (1510-1576) | Isabella van Bragança (1510-1576) | Isabella van Bragança (1510-1576)  | Isabella van Bragança (1510-1576)  |                                    |                                    | Giorgio Aldobrandini               | Giorgio Aldobrandini               | Giorgio Aldobrandini | Giorgio Aldobrandini | Giorgio Aldobrandini                        | Giorgio Aldobrandini                        | Margarita del Corno                         | Margarita del Corno                         | Margarita del Corno                         | Margarita del Corno                         | Margarita del Corno                 | Margarita del Corno                 |                                     |                                     | Pietro Aldobrandini (overleden in 1587) | Pietro Aldobrandini (overleden in 1587) | Pietro Aldobrandini (overleden in 1587) | Pietro Aldobrandini (overleden in 1587) | Pietro Aldobrandini (overleden in 1587) | Pietro Aldobrandini (overleden in 1587) | Flaminia Ferracci (1526-1603)    | Flaminia Ferracci (1526-1603)    | Flaminia Ferracci (1526-1603) | Flaminia Ferracci (1526-1603) | Flaminia Ferracci (1526-1603) | Flaminia Ferracci (1526-1603) |  |  |  |  |  |  |  |  |  |  |  |  |  |  |  |  |  |  |  |  |  |  |  |  |  |  |  |  |  |  |  |  |  |  |  |  |  |  |  |  |  |  |  |  |  |  |  |  |
| Ottavio Farnese (1524-1586)    | Ottavio Farnese (1524-1586)    | Ottavio Farnese (1524-1586)    | Ottavio Farnese (1524-1586)    | Ottavio Farnese (1524-1586)    | Ottavio Farnese (1524-1586)    | Margaretha van Parma (1522-1586) | Margaretha van Parma (1522-1586) | Margaretha van Parma (1522-1586) | Margaretha van Parma (1522-1586) | Margaretha van Parma (1522-1586) | Margaretha van Parma (1522-1586) |                                |                                | Eduard van Guimarães (1515-1540) | Eduard van Guimarães (1515-1540) | Eduard van Guimarães (1515-1540) | Eduard van Guimarães (1515-1540) | Eduard van Guimarães (1515-1540) | Eduard van Guimarães (1515-1540) | Isabella van Bragança (1510-1576) | Isabella van Bragança (1510-1576) | Isabella van Bragança (1510-1576) | Isabella van Bragança (1510-1576) | Isabella van Bragança (1510-1576)  | Isabella van Bragança (1510-1576)  |                                    |                                    | Giorgio Aldobrandini               | Giorgio Aldobrandini               | Giorgio Aldobrandini | Giorgio Aldobrandini | Giorgio Aldobrandini                        | Giorgio Aldobrandini                        | Margarita del Corno                         | Margarita del Corno                         | Margarita del Corno                         | Margarita del Corno                         | Margarita del Corno                 | Margarita del Corno                 |                                     |                                     | Pietro Aldobrandini (overleden in 1587) | Pietro Aldobrandini (overleden in 1587) | Pietro Aldobrandini (overleden in 1587) | Pietro Aldobrandini (overleden in 1587) | Pietro Aldobrandini (overleden in 1587) | Pietro Aldobrandini (overleden in 1587) | Flaminia Ferracci (1526-1603)    | Flaminia Ferracci (1526-1603)    | Flaminia Ferracci (1526-1603) | Flaminia Ferracci (1526-1603) | Flaminia Ferracci (1526-1603) | Flaminia Ferracci (1526-1603) |  |  |  |  |  |  |  |  |  |  |  |  |  |  |  |  |  |  |  |  |  |  |  |  |  |  |  |  |  |  |  |  |  |  |  |  |  |  |  |  |  |  |  |  |  |  |  |  |
|                                |                                |                                |                                |                                |                                |                                  |                                  |                                  |                                  |                                  |                                  |                                |                                |                                  |                                  |                                  |                                  |                                  |                                  |                                   |                                   |                                   |                                   |                                    |                                    |                                    |                                    |                                    |                                    |                      |                      |                                             |                                             |                                             |                                             |                                             |                                             |                                     |                                     |                                     |                                     |                                         |                                         |                                         |                                         |                                         |                                         |                                  |                                  |                               |                               |                               |                               |  |  |  |  |  |  |  |  |  |  |  |  |  |  |  |  |  |  |  |  |  |  |  |  |  |  |  |  |  |  |  |  |  |  |  |  |  |  |  |  |  |  |  |  |  |  |  |  |
|                                |                                |                                |                                | Alexander Farnese (1545-1592)  | Alexander Farnese (1545-1592)  | Alexander Farnese (1545-1592)    | Alexander Farnese (1545-1592)    | Alexander Farnese (1545-1592)    | Alexander Farnese (1545-1592)    |                                  |                                  |                                |                                |                                  |                                  | Maria van Portugal (1538-1577)   | Maria van Portugal (1538-1577)   | Maria van Portugal (1538-1577)   | Maria van Portugal (1538-1577)   | Maria van Portugal (1538-1577)    | Maria van Portugal (1538-1577)    |                                   |                                   |                                    |                                    |                                    |                                    |                                    |                                    |                      |                      | Giovanni Francesco Aldobrandini (1545–1601) | Giovanni Francesco Aldobrandini (1545–1601) | Giovanni Francesco Aldobrandini (1545–1601) | Giovanni Francesco Aldobrandini (1545–1601) | Giovanni Francesco Aldobrandini (1545–1601) | Giovanni Francesco Aldobrandini (1545–1601) |                                     |                                     |                                     |                                     |                                         |                                         | Olimpia Aldobrandini (1567-1637)        | Olimpia Aldobrandini (1567-1637)        | Olimpia Aldobrandini (1567-1637)        | Olimpia Aldobrandini (1567-1637)        | Olimpia Aldobrandini (1567-1637) | Olimpia Aldobrandini (1567-1637) |                               |                               |                               |                               |  |  |  |  |  |  |  |  |  |  |  |  |  |  |  |  |  |  |  |  |  |  |  |  |  |  |  |  |  |  |  |  |  |  |  |  |  |  |  |  |  |  |  |  |  |  |  |  |
|                                |                                |                                |                                | Alexander Farnese (1545-1592)  | Alexander Farnese (1545-1592)  | Alexander Farnese (1545-1592)    | Alexander Farnese (1545-1592)    | Alexander Farnese (1545-1592)    | Alexander Farnese (1545-1592)    |                                  |                                  |                                |                                |                                  |                                  | Maria van Portugal (1538-1577)   | Maria van Portugal (1538-1577)   | Maria van Portugal (1538-1577)   | Maria van Portugal (1538-1577)   | Maria van Portugal (1538-1577)    | Maria van Portugal (1538-1577)    |                                   |                                   |                                    |                                    |                                    |                                    |                                    |                                    |                      |                      | Giovanni Francesco Aldobrandini (1545–1601) | Giovanni Francesco Aldobrandini (1545–1601) | Giovanni Francesco Aldobrandini (1545–1601) | Giovanni Francesco Aldobrandini (1545–1601) | Giovanni Francesco Aldobrandini (1545–1601) | Giovanni Francesco Aldobrandini (1545–1601) |                                     |                                     |                                     |                                     |                                         |                                         | Olimpia Aldobrandini (1567-1637)        | Olimpia Aldobrandini (1567-1637)        | Olimpia Aldobrandini (1567-1637)        | Olimpia Aldobrandini (1567-1637)        | Olimpia Aldobrandini (1567-1637) | Olimpia Aldobrandini (1567-1637) |                               |                               |                               |                               |  |  |  |  |  |  |  |  |  |  |  |  |  |  |  |  |  |  |  |  |  |  |  |  |  |  |  |  |  |  |  |  |  |  |  |  |  |  |  |  |  |  |  |  |  |  |  |  |
|                                |                                |                                |                                |                                |                                |                                  |                                  |                                  |                                  | Ranuccio I Farnese (1569-1622)   | Ranuccio I Farnese (1569-1622)   | Ranuccio I Farnese (1569-1622) | Ranuccio I Farnese (1569-1622) | Ranuccio I Farnese (1569-1622)   | Ranuccio I Farnese (1569-1622)   |                                  |                                  |                                  |                                  |                                   |                                   |                                   |                                   |                                    |                                    |                                    |                                    |                                    |                                    |                      |                      |                                             |                                             |                                             |                                             |                                             |                                             | Margherita Aldobrandini (1588-1646) | Margherita Aldobrandini (1588-1646) | Margherita Aldobrandini (1588-1646) | Margherita Aldobrandini (1588-1646) | Margherita Aldobrandini (1588-1646)     | Margherita Aldobrandini (1588-1646)     |                                         |                                         |                                         |                                         |                                  |                                  |                               |                               |                               |                               |  |  |  |  |  |  |  |  |  |  |  |  |  |  |  |  |  |  |  |  |  |  |  |  |  |  |  |  |  |  |  |  |  |  |  |  |  |  |  |  |  |  |  |  |  |  |  |  |
|                                |                                |                                |                                |                                |                                |                                  |                                  |                                  |                                  | Ranuccio I Farnese (1569-1622)   | Ranuccio I Farnese (1569-1622)   | Ranuccio I Farnese (1569-1622) | Ranuccio I Farnese (1569-1622) | Ranuccio I Farnese (1569-1622)   | Ranuccio I Farnese (1569-1622)   |                                  |                                  |                                  |                                  |                                   |                                   |                                   |                                   |                                    |                                    |                                    |                                    |                                    |                                    |                      |                      |                                             |                                             |                                             |                                             |                                             |                                             | Margherita Aldobrandini (1588-1646) | Margherita Aldobrandini (1588-1646) | Margherita Aldobrandini (1588-1646) | Margherita Aldobrandini (1588-1646) | Margherita Aldobrandini (1588-1646)     | Margherita Aldobrandini (1588-1646)     |                                         |                                         |                                         |                                         |                                  |                                  |                               |                               |                               |                               |  |  |  |  |  |  |  |  |  |  |  |  |  |  |  |  |  |  |  |  |  |  |  |  |  |  |  |  |  |  |  |  |  |  |  |  |  |  |  |  |  |  |  |  |  |  |  |  |
|                                |                                |                                |                                |                                |                                |                                  |                                  |                                  |                                  |                                  |                                  |                                |                                |                                  |                                  |                                  |                                  |                                  |                                  |                                   |                                   |                                   |                                   |                                    |                                    |                                    |                                    |                                    |                                    |                      |                      |                                             |                                             |                                             |                                             |                                             |                                             |                                     |                                     |                                     |                                     |                                         |                                         |                                         |                                         |                                         |                                         |                                  |                                  |                               |                               |                               |                               |  |  |  |  |  |  |  |  |  |  |  |  |  |  |  |  |  |  |  |  |  |  |  |  |  |  |  |  |  |  |  |  |  |  |  |  |  |  |  |  |  |  |  |  |  |  |  |  |
|                                |                                |                                |                                |                                |                                |                                  |                                  |                                  |                                  |                                  |                                  |                                |                                |                                  |                                  |                                  |                                  |                                  |                                  |                                   |                                   |                                   |                                   |                                    |                                    |                                    |                                    |                                    |                                    |                      |                      |                                             |                                             |                                             |                                             |                                             |                                             |                                     |                                     |                                     |                                     |                                         |                                         |                                         |                                         |                                         |                                         |                                  |                                  |                               |                               |                               |                               |  |  |  |  |  |  |  |  |  |  |  |  |  |  |  |  |  |  |  |  |  |  |  |  |  |  |  |  |  |  |  |  |  |  |  |  |  |  |  |  |  |  |  |  |  |  |  |  |
| Alessandro Farnese (1610-1630) | Alessandro Farnese (1610-1630) | Alessandro Farnese (1610-1630) | Alessandro Farnese (1610-1630) | Alessandro Farnese (1610-1630) | Alessandro Farnese (1610-1630) |                                  |                                  | Odoardo Farnese (1612-1646)      | Odoardo Farnese (1612-1646)      | Odoardo Farnese (1612-1646)      | Odoardo Farnese (1612-1646)      | Odoardo Farnese (1612-1646)    | Odoardo Farnese (1612-1646)    |                                  |                                  | Onorato Farnese (1613-1614)      | Onorato Farnese (1613-1614)      | Onorato Farnese (1613-1614)      | Onorato Farnese (1613-1614)      | Onorato Farnese (1613-1614)       | Onorato Farnese (1613-1614)       |                                   |                                   | Maria Caterina Farnese (1615-1646) | Maria Caterina Farnese (1615-1646) | Maria Caterina Farnese (1615-1646) | Maria Caterina Farnese (1615-1646) | Maria Caterina Farnese (1615-1646) | Maria Caterina Farnese (1615-1646) |                      |                      | Vittoria Farnese (1618-1649)                | Vittoria Farnese (1618-1649)                | Vittoria Farnese (1618-1649)                | Vittoria Farnese (1618-1649)                | Vittoria Farnese (1618-1649)                | Vittoria Farnese (1618-1649)                |                                     |                                     | Francesco Maria Farnese (1620-1647) | Francesco Maria Farnese (1620-1647) | Francesco Maria Farnese (1620-1647)     | Francesco Maria Farnese (1620-1647)     | Francesco Maria Farnese (1620-1647)     | Francesco Maria Farnese (1620-1647)     |                                         |                                         | ... + 2 zusters en 1 broer       | ... + 2 zusters en 1 broer       | ... + 2 zusters en 1 broer    | ... + 2 zusters en 1 broer    | ... + 2 zusters en 1 broer    | ... + 2 zusters en 1 broer    |  |  |  |  |  |  |  |  |  |  |  |  |  |  |  |  |  |  |  |  |  |  |  |  |  |  |  |  |  |  |  |  |  |  |  |  |  |  |  |  |  |  |  |  |  |  |  |  |